# Mądziak psi

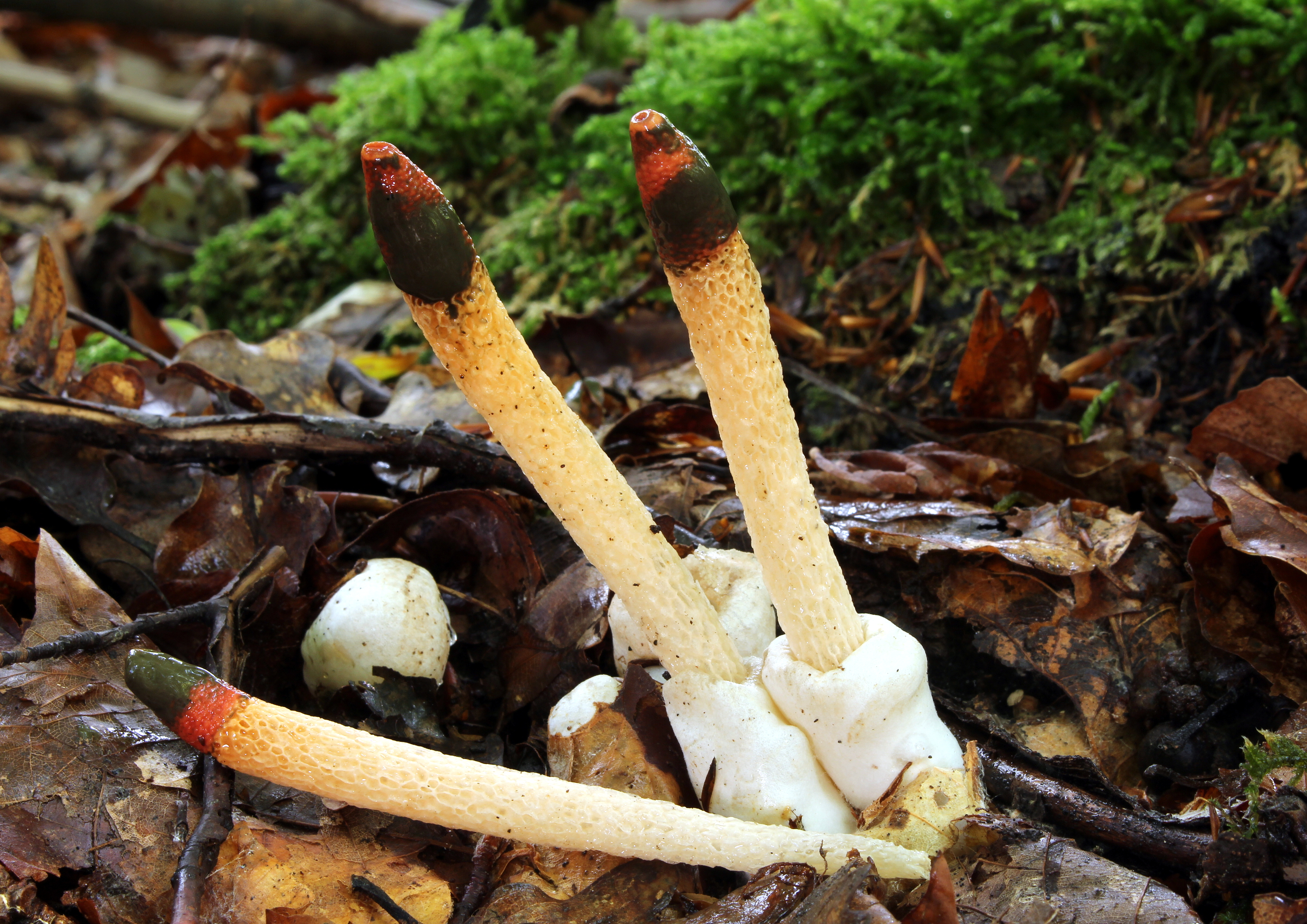

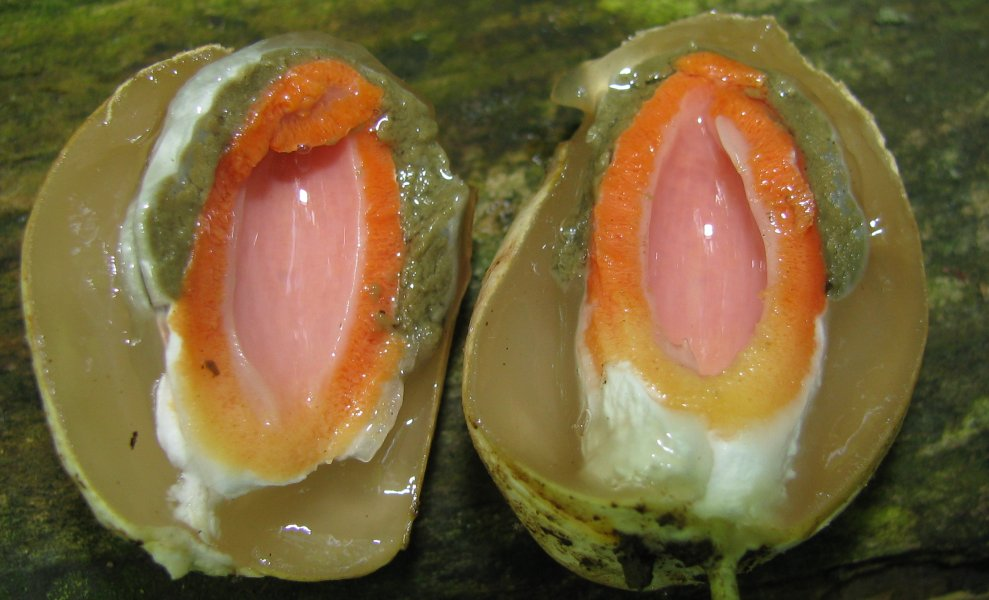
Jajo

Mądziak psi (Mutinus caninus (Huds.) Fr.) – gatunek grzybów należący do rodziny sromotnikowatych (Phallaceae). 

## Systematyka i nazewnictwo
Pozycja w klasyfikacji według Index Fungorum: Mutinus, Phallaceae, Phallales, Phallomycetidae, Agaricomycetes, Agaricomycotina, Basidiomycota, Fungi.
Po raz pierwszy takson ten zdiagnozował w 1778 r. William Hudson nadając mu nazwę Phallus caninus. Obecną, uznaną przez Index Fungorum nazwę nadał mu w 1849 r. Elias Fries, przenosząc go do rodzaju Mutinus. 
Niektóre synonimy naukowe:

- Aedycia canina (Huds.) Kuntze 1898
- Cynophallus caninus (Huds.) Fr. 1860
- Ithyphallus inodorus Gray 1821
- Mutinus caninus var. albus Zeller 1944
- Mutinus caninus (Huds.) Fr. 1849 var. caninus
- Phallus caninus Huds. 1778
- Phallus caninus Huds., Lich. Jap. 1778, var. caninus
- Phallus inodorus Sowerby 1801

Nazwę polską podał Stanisław Chełchowski w 1898 r. W polskim piśmiennictwie mykologicznym gatunek ten opisywany był też jako sromotnik psi, smardzik psi, smardz psi. 

## Morfologia
Owocnik
Owocniki młode (tzw. jajo): jajowate do ok. 4 cm wysokości i 2,5 cm szerokości, białawe. Dojrzały owocnik osiąga wysokość 16 cm i grubość 1 cm. Kapelusz w kształcie stożka, pokryty lepką masą zarodników w kolorze ciemnooliwkowym. Po rozsianiu zarodników górna część kapelusza i górna część trzonu są morelowe lub żółtopomarańczowe. Zapach młodych owocników przyjemny, przypomina zapach tytoniu lub owoców, starsze osobniki mają woń zbliżoną do zapachu sromotnika bezwstydnego, ale znacznie słabszy.
Zarodniki
Elipsoidalne, gładkie, barwne o wymiarach: 4-5 µm długości, 1,5-2 µm szerokości.

## Występowanie i siedlisko
Jest szeroko rozprzestrzeniony. Notowany jest na wszystkich kontynentach, z wyjątkiem Afryki i Antarktydy. W Polsce jest rzadki. W Czerwonej liście roślin i grzybów Polski ma status V – narażony na wymarcie. W Polsce był gatunkiem ściśle chronionym, od 9 października 2014 r. został wykreślony z listy gatunków grzybów chronionych.
Rośnie najczęściej w wilgotnych, cienistych lasach liściastych, na żyznych glebach. Zazwyczaj występuje w grupach. Owocniki pojawiają się latem i jesienią.
Grzyb niejadalny. 

## Gatunki podobne
Mądziak malinowy (Mutinus ravenelii).